# Elsass (Weinbaugebiet)

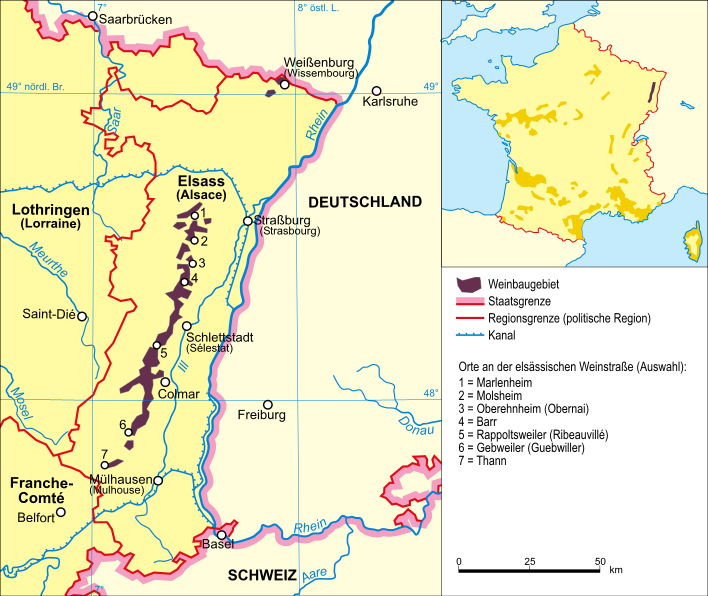
Das Weinanbaugebiet Elsass

Das Elsass (französisch Alsace) ist ein Weinanbaugebiet mit AOC-Status im Osten Frankreichs. Erzeugt werden überwiegend Weißweine aus den Rebsorten Riesling, Pinot blanc, Gewürztraminer und Muscat. Die meisten Weine werden sortenrein ausgebaut.
Der Edelzwicker ist ein Verschnitt aus mindestens zwei Rebsorten.
Der Crémant d’Alsace ist ein Schaumwein.
Der Pinot noir ist Basis des einzigen Rotweins beziehungsweise Rosé der Region.
Im Elsass ist der Verkauf von Fasswein untersagt. Der Wein muss beim Verkauf in Flaschen, die hier schmal und hochgezogen sind, abgefüllt sein. Die Flaschen werden aufgrund ihrer Form als flûte (Flöte) bezeichnet.
Seit dem Jahr 1954 wird die Elsässische Weinkönigin jährlich ermittelt. Ihre Stellung ist in Frankreich einzigartig, da es dort zurzeit weder andere regionale noch nationale Weinköniginnen gibt. Lediglich für die 1930er Jahre ist die Wahl einer Reine des vins de France nachgewiesen.

## Appellationen
Der AOC-Status wurde dem Elsass schon 1945 verliehen und seither mehrmals ergänzt und abgeändert.
Es existieren folgende Bezeichnungen:
- Die AOC Vin d’Alsace oder Alsace, ergänzt um den Namen der Rebsorte oder Edelzwicker. Eine Lagenbezeichnung ist hier nicht vorgesehen.
- Die AOC Alsace Grand Cru mit Lagenbezeichnung und Rebsorte. Einzig der Riesling, der Gewürztraminer, der Pinot Gris und der Muskat sind hierfür zugelassen. Die AOC Alsace Grand Cru wurde 1975 erlassen, aber erst 1983 mit den ersten 25 Lagen eingeführt. Im Jahr 1992 wurden weitere Lagen benannt. Seitdem existieren 50 Einzellagen die über den Status Grand Cru verfügen.
- Die AOC Crémant d’Alsace. Seit 1976 dürfen die Crémants diese Bezeichnung tragen. Schaumwein nach der Champagnermethode wurde schon im 19. Jahrhundert hergestellt. Als Basis für die Schaumweine dient meist Pinot blanc und Pinot gris. Weitere zugelassene Sorten sind Auxerrois, Chardonnay (nur für Schaumwein zugelassen), Riesling und Pinot noir (als Blanc de Noirs).
- Die AOC Klevener de Heiligenstein, die exklusiv der seltenen Rebsorte Klevener gewidmet ist und in einem kleinen Gebiet um die Gemeinde Heiligenstein angebaut wird.

Seit Dezember 1999 dürfen entsprechende Weine den Zusatz vendanges tardives (entspricht etwa einer Spätlese) oder sélection de grains nobles (entspricht einer Beerenauslese) tragen, wenn sie den strikten Vorgaben (Handlese, Mindestgehalt an Zucker oder Öchsle, Rebsorte Gewürztraminer, Pinot gris, Riesling oder Muscat) genügen.
In geringen Mengen werden auch Vin de paille (Strohwein) und Vin de glace (Eiswein) hergestellt.

## Geographie

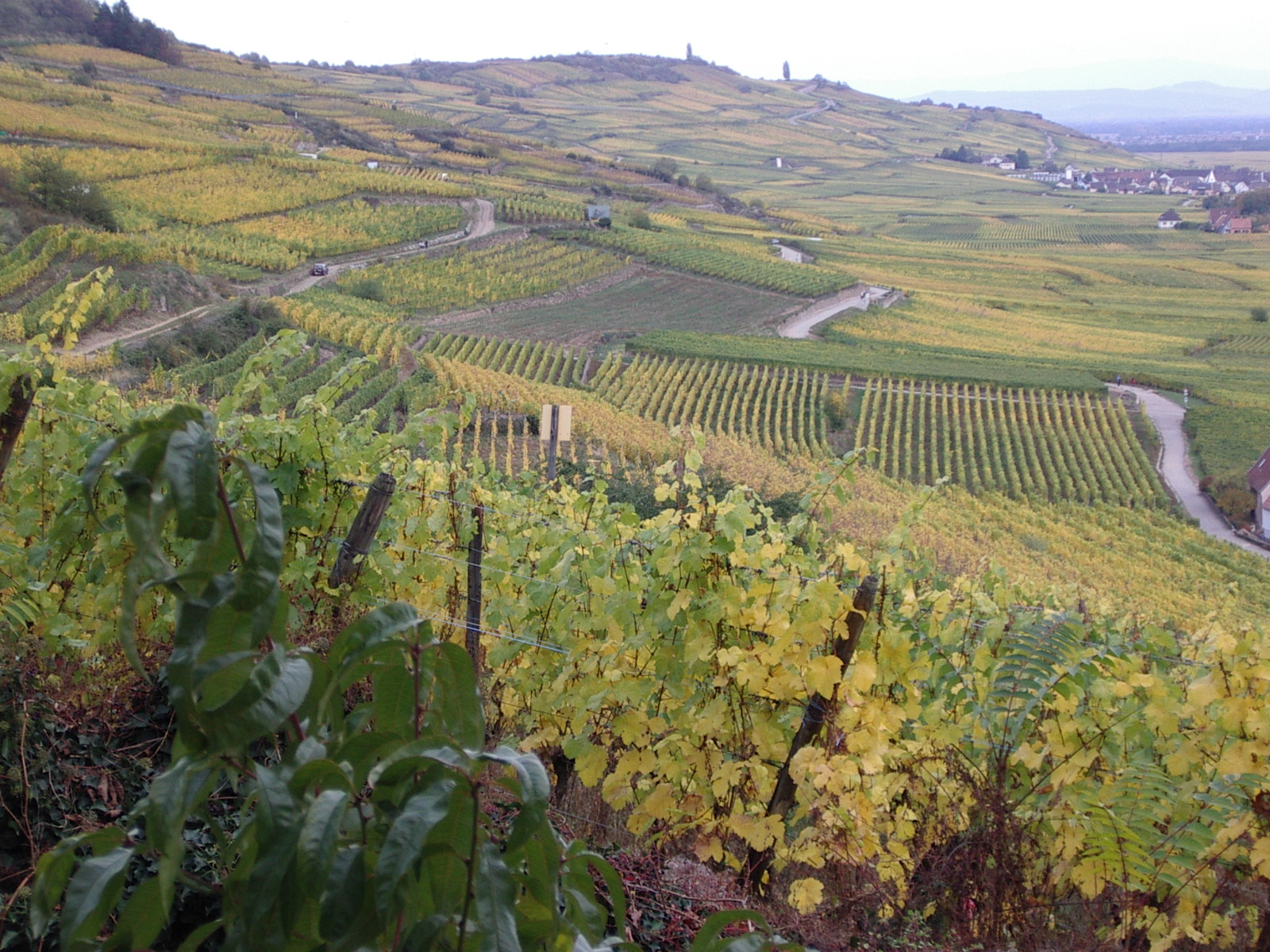
Weinberg oberhalb von Kaysersberg

Das Weinbaugebiet erstreckt sich vom Norden bis zum Süden des Elsass und dies auf einer Länge von ca. 100 km. Das Gebiet liegt am Fuß der Ostflanke der Vogesen. Die Gesamtanbaufläche beträgt 14.500 ha, die sich auf 119 Gemeinden zwischen Straßburg (Departement Bas-Rhin) und Mülhausen (Departement Haut-Rhin) verteilt, wobei das Gebiet nordwestlich von Colmar den besten Ruf genießt. Der Streifen mit den Weinbergen ist nur 1,5 bis max. 3 km breit. Das gesamte Gebiet wird in Süd-Nord-Richtung von einer ca. 110 km lange Weinstraße, der Route des Vins d’Alsace, durchzogen.
Zudem gibt es Weinbau am nördlichen Rand des Elsasses rund um Wissembourg und Cleebourg.

### Route des Vins d’Alsace– Die Weinstraße
Die 1953 eingerichtete Elsässer Weinstraße berührt auf 170 km Länge in Nord-Süd-Richtung 67 der 119 Elsässer Weinbaugemeinden mit mehr als 300 Weingütern und 48 der 50 Grand Cru-Einzellagen. Sie durchzieht die Départements Bas-Rhin und Haut-Rhin.
In Colmar befinden sich eine Weinbauschule und das Weinbauinstitut L’institut viticole Oberlin. Beide sorgen für die ständige Entwicklung der Weinbautechnik im Elsass.

## Klima und Boden
Da das Weinanbaugebiet auf der Ostseite der Vogesen liegt, ist es klimatisch begünstigt. Der vorherrschende Westwind regnet sich an der Westflanke ab und erreicht die Rheinebene als trockener, warmer Fallwind. Die durchschnittliche Niederschlagsmenge ist die geringste aller französischen Weinbaugebiete und die Jahresmitteltemperatur ist um etwa 1,5 °C höher als man aufgrund der geografischen Breite vermuten würde.
Der Boden wechselt sehr häufig im Aufbau. Je nach Lage setzt er sich aus folgenden Gesteinen zusammen:

Urgesteinsböden aus Granit, Gneis oder Schiefer

Sedimentgesteinsböden aus Kalk, Mergel und Sandstein.
Die Grands Crus stehen hauptsächlich auf Mergel oder Granit.

## Geschichte
Weinanbau im Elsass wurde vermutlich bereits in vorrömischer Zeit von den Kelten betrieben. Unter römischer Herrschaft erlebte er eine Blütezeit, die mit dem Einfall der Germanen im 5. Jahrhundert endete. Einen neuerlichen Aufstieg erlebte der Weinbau erst wieder unter dem Einfluss der Mönchsorden. Dokumente aus dem 9. Jahrhundert belegen bereits einen Weinanbau in mehr als 160 Orten. Im 16. Jahrhundert wurde auf einer ca. doppelt so großen Fläche wie heute Wein angebaut. Zahlreiche noch erhaltene Gebäude aus dem Zeitalter der Renaissance zeugen von dieser Blütezeit. Aus dieser Zeit ist auch schon ein erster Ansatz für eine Art AOC zu erkennen. Damals setzte ein Weinbauverband aus Riquewihr einen Erntezeitpunkt fest und bestimmte die anzupflanzenden Rebsorten.
Der Dreißigjährige Krieg setzt dieser hohen Zeit ein Ende und bringt Krieg, Hunger und die Pest über das Land. Es wurden praktisch alle Rebflächen zerstört. Nach Beendigung des Kriegs erholt sich der Weinbau wieder und die Anbaufläche steigt auf über 30.000 ha im Jahr 1828. Unter dem Einfluss von Reblaus und Rebkrankheiten wie dem Mehltau, des kostengünstigen Eisenbahntransportes und dem zunehmenden Bierkonsum ging der Weinbau auf eine Fläche von nur noch 9.500 ha, davon 7.500 in der heutigen Appellation, auf einen Tiefststand zurück.

Durch den jahrhundertelangen deutschen Einfluss entstand im Elsass eine gänzlich andere Form der Weinkultur als im restlichen Frankreich. Dies macht sich auch jetzt noch speziell bei der Herstellung und den Rebsorten bemerkbar.

## Weinproduktion

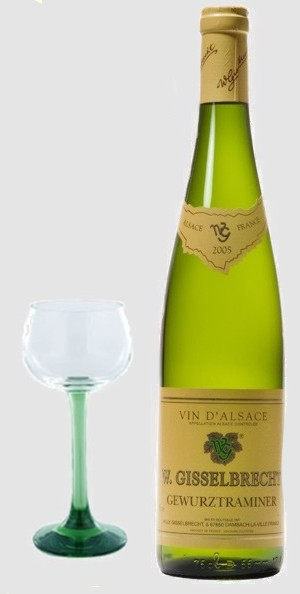
Ein Gewurztraminer d’Alsace mit ortsüblichem Weinglas

Die durchschnittliche Jahresproduktion im Elsass beträgt ca. 1,15 Millionen hl (150 Millionen Flaschen), davon 90 % Weißweine. Im Jahr 2008 belief sich die Ernte auf rund 1,131,500 hl. Davon entfielen 837.700 hl auf die AOC Alsace, 45.000 hl auf die AOC Alsace Grand Cru und 248.800 hl auf AOC Crémant d’Alsace.

### Rebsorten und Weine
Zu etwas mehr als 90 % werden auf den 15.535 Hektar Rebfläche des Elsass weiße Rebsorten kultiviert und überwiegend reinsortig ausgebaut.
Die sieben zugelassene Elsässer Rebsorten sind:
- Riesling: 247.954 hl, 21,7 % der Rebfläche
- Gewürztraminer: 172.116 hl, 18,6 % der Rebfläche
- Sylvaner: 108.268 hl, 8,9 % der Rebfläche
- Pinot Blanc: 267.672 hl, 21,2 % der Rebfläche
- Pinot gris (auch Tokay Pinot gris oder Tokay d’Alsace genannt): 165.954 hl, 15,2 % der Rebfläche
- Muscat d’Alsace: 18.487 hl, 2,3 % der Rebfläche
- Pinot Noir (als Rot- und Roséwein): 108.326 hl, 9,6 % der Rebfläche

Außerdem werden Chasselas (6.271 hl, 0,6 % der Rebfläche), Chardonnay und Savagnin Rose (2.662 hl) angebaut. Die Mengenangaben beziehen sich auf das Weinjahr 2008.

### Grands Crus aus dem Elsass
Erst seit 1975 haben die Behörden diese Lagen als Alsace Grand Cru klassiert. Zugelassen sind nur die Rebsorten Riesling, Gewürztraminer, Muscat und Pinot Gris. Der Höchstertrag liegt bei 55 hl/ha. Dieser Wert ist etwas höher als bei einem Großen Gewächs des Verbands Deutscher Prädikatsweingüter (50 hl/ha) oder bei einem weißen Premier Cru aus dem Burgund, das auf 45 hl/ha beschränkt ist. Insgesamt sind 51 Lagen in 47 Orten zugelassen. Ihre Rebflächen bewegen sich zwischen 3 und 80 ha und belegen insgesamt 1680 ha, was etwa 3,6 % der gesamten Produktion des Elsass ausmacht.